# Palpita vitiensis
Palpita vitiensis is een vlinder uit de familie van de grasmotten (Crambidae), uit de onderfamilie van de Spilomelinae. De wetenschappelijke naam van deze soort is voor het eerst voorgesteld door John Clayton in een publicatie uit 2008.
De soort komt voor in Fiji.